# Amphionthe brevicollis
Amphionthe brevicollis är en skalbaggsart som beskrevs av Bates 1885. Amphionthe brevicollis ingår i släktet Amphionthe och familjen långhorningar. Inga underarter finns listade i Catalogue of Life.